# Roger Viel (athlétisme)
Pour les articles homonymes, voir Viel.
Roger Viel  (né le 27 octobre 1902 à Caen et mort le 3 octobre 1981 à Louveciennes) est un athlète français, spécialiste du 400 m haies.

## Biographie
Il remporte cinq titres de champion de France : quatre sur 400 m haies en 1924, 1928, 1929 et 1931, et un au décathlon en 1931. Il améliore à trois reprises le record de France du 400 mètres haies , le portant à 55 s 4, 55 s 0 puis 54 s 0 en 1928.
Il participe aux Jeux olympiques de 1924, à Paris, où il atteint les demi-finales du 400 m haies et aux Jeux Olympiques de 1928 à Amsterdam (28 juillet au 12 août) où il atteint les demi-finales

### Palmarès
- Championnats de France d'athlétisme :
  - vainqueur du 400 m haies en 1924, 1928, 1929 et 1931
  - vainqueur du décathlon en 1931

### Records
| Épreuve     | Performance | Lieu | Date |
| ----------- | ----------- | ---- | ---- |
| 400 m haies | 54 s 0      |      | 1928 |